# Rhytidocaulon piliferum
Rhytidocaulon piliferum är en oleanderväxtart som beskrevs av John Jacob Lavranos. Rhytidocaulon piliferum ingår i släktet Rhytidocaulon och familjen oleanderväxter. Inga underarter finns listade i Catalogue of Life.